# Eryngium regnellii
Eryngium regnellii är en flockblommig växtart som beskrevs av Gustaf Oskar Andersson Malme. Eryngium regnellii ingår i släktet martornar, och familjen flockblommiga växter. Inga underarter finns listade i Catalogue of Life.